# شركة المشروعات السياحية (الكويت)
شركة المشروعات السياحية هي شركة حكومية كويتية تأسست في 3 أبريل 1976 بهدف تقديم الخدمات الترفيهية داخل الكويت كما تهدف إلى تشجيع القطاع السياحي في الكويت، تدير شركة المشروعات الساحية عدة مشروعات في الكويت مثل أبراج الكويت والمدينة الترفيهية سابقًا والجزيرة الخضراء إضافة إلى عدد من الأندية البحرية مثل نادي الشعب ونادي رأس الأرض ونادي اليخوت كما تتبع الشركة عدد من الشواطيء مثل شاطيء البلاجات والمسيلة والعقيلة بالإضافة إلى مسنة الشعب ومسنة بنيد القار.

## وصلات خارجية
- الموقع الرسمي لشركة المشروعات السياحية